# 1 Dywizja Polowa Luftwaffe
1 Dywizja Polowa Luftwaffe (niem. 1 Luftwaffe Feld Division) – utworzona na terenie Niemiec w październiku 1942 z Flieger-Regiment 10. W listopadzie 1943 roku została przemianowana (jak wszystkie dywizje polowe Luftwaffe) na 1 Feld Division (L) i przydzielona do wojsk lądowych.
Dywizja walczyła na froncie wschodnim w ramach Grupy Armii Północ i brała udział w walkach nad jeziorem  Ilmen i Nowogrodem Wielkim. W styczniu 1944 została rozbita podczas ofensywy sowieckiej i jej resztki zostały przyłączone do 28 Dywizji Strzelców).

## Skład bojowy dywizji (1942)
- I-IV bataliony strzelców polowych
- 1 polowy batalion artylerii Luftwaffe
- 1 polowa kompania cyklistów Luftwaffe
- 1 polowy batalion przeciwpancerny Luftwaffe
- 1 polowy batalion inżynieryjny Luftwaffe
- 1 polowy batalion przeciwlotniczy Luftwaffe
- 1 polowa kompania łączności Luftwaffe
- 1 polowe dywizyjne oddziały zaopatrzeniowe Luftwaffe

## Dowódcy dywizji
- Oberst Gustaw Wilke (od 30 września 1942)
- Generalmajor Werner Zech (od 17 stycznia 1943)
- Ponownie Wilke (od 14 kwietnia 1943)
- Oberst Anton Longin (od 15 czerwca 1943)
- Ponownie Wilke (już w stopniu generała, od 23 lipca 1943)
- Generalmajor Rudolf-Friedrich Petrauschke (od 1 października 1943)